# Canthochilum andyi
Canthochilum andyi är en skalbaggsart som beskrevs av Chapin 1935. Canthochilum andyi ingår i släktet Canthochilum och familjen bladhorningar. Inga underarter finns listade.